# 독진

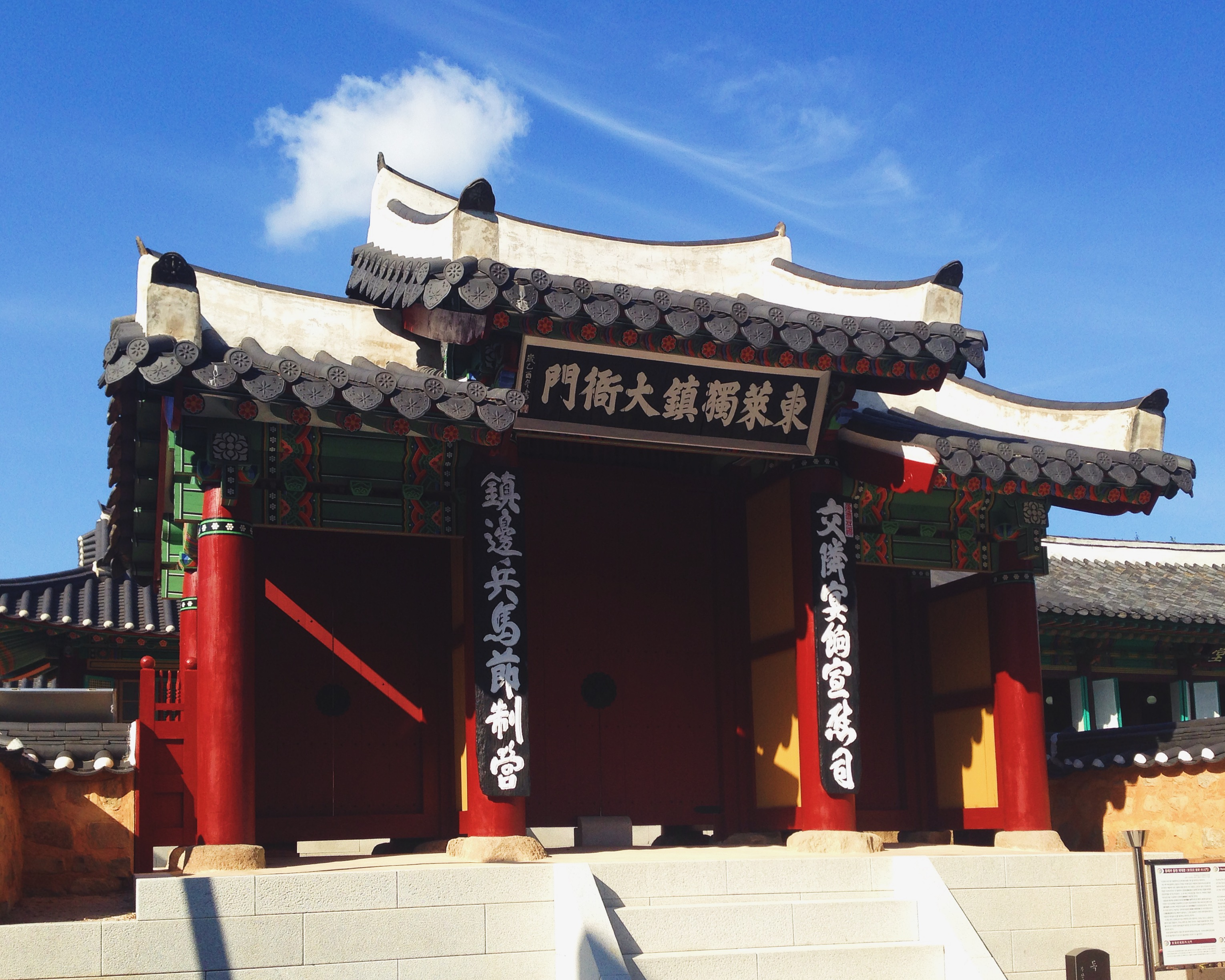
'동래독진대아문' 동래독진 대문

독진(獨鎭)은 조선왕조 지방 군영(軍營, 군부대)의 한 종류이며, 병마절도사 또는 수군절도사의 지휘에 속하지 않고 독립적으로 운영되는 부대이다. 이처럼 기존의 진관 체제에서 벗어나 감영(監營), 병영(兵營, 병마영), 수영(水永, 수군영)에 속하지 않는 독진은 주로 변방, 해안의 군사적 요지에 설치되었다.
독진은 지휘관은 해당 고을의 수령(지방관)이 맡거나 별도로 첨절제사(僉節制使)가 임명되었다. 수령이 독진장(獨鎭將, 지휘관)을 겸직할 경우에는 일반적인 중소 규모 군영에 없는 전문 무인(武人)인 중군(中軍) 직책이 설치되기도 하였다.

## 주요 독진
주요 독진 목록은 아래와 같다. 행정구역 단위는 조선시대 명칭 기준이며, 날짜는 음력이다.
- 장산진(長山鎭), 경기도 파주목 소재 : 1755년(영조 31년) 설치
- 동래진(東萊鎭), 경상도 동래부 소재 : 1655년(효종 6년) 설치[1]
- 영성진(寧城鎭), 전라도 장흥부 소재 : 1686년(숙종 12년) 설치, 1823년(순조 23년) 폐지
- 법성진(法聖鎭), 전라도 영광군 소재 : 1789년(정조 13년) 설치
- 신도진(薪島鎭), 평안도 용천군 소재 : 1808년(순조 8년) 설치
- 성진진(城津鎭), 함경도 길주목 소재 : 1749년(영조 25년) 설치[2]
- 장진진(長津鎭), 함경도 함흥부 소재 : 1785년(정조 9년) 설치[3]
- 별해진(別害鎭), 함경도 삼수군 소재 : 1814년(순조 14년) 설치

## 같이 보기
- 감영
- 첨절제사